# Elisa (album)
Elisa è una raccolta di Elisa pubblicata nel 2002 solo per il mercato internazionale.
L'album, che è stato venduto in quasi tutta Europa oltre che in Israele, Turchia, Sudafrica e Nuova Zelanda, si presenta come una raccolta, ma in realtà la quasi totalità dei brani (otto su undici) proviene da Then Comes the Sun, pubblicato in Italia l'anno prima. Le versioni di Come Speak to Me e di Labyrinth qui contenute sono remix inediti. Nell'edizione venduta in Spagna è presente come traccia di chiusura la versione di Luce (tramonti a nord est) cantata in spagnolo, intitolata Háblame.
Come Speak to Me è stato singolo di lancio. Il secondo doveva essere Heaven Out of Hell, ma la pubblicazione è stata interrotta ed è stato distribuito solo in pochi stati nel 2003.

## Tracce
Testi e musiche di Elisa Toffoli, eccetto dove indicato.
1. Come Speak to Me (Martin Terefe/Michael Brauer Mix) – 4:20
2. Heaven Out of Hell – 4:54 (musica: Elisa Toffoli, 
Corrado Rustici)
3. Rainbow (Bedroom Rockers Remix) – 4:07
4. Fever – 4:18 (musica: Elisa, Corrado Rustici)
5. Dancing – 5:36
6. It Is What It Is – 3:49
7. Rock Your Soul – 5:03
8. Labyrinth (Michael Brauer Mix) – 5:00 (testo: Elisa Toffoli, Catherine Marie Warner)
9. Stranger – 3:54
10. A Little Over Zero – 5:30 (musica: Corrado Rustici, Elisa Toffoli)
11. Asile's World (Bedroom Rockers Remix) – 3:39 (musica: Elisa Toffoli, Leonardo Bafunno)

Traccia bonus della versione spagnola
1. Háblame – 4:20

## Altre pubblicazioni

### Promo sample EP
SAMPCM11920
1. Come Speak to Me – 1:27
2. Rainbow – 1:26
3. Heaven (Out of Hell) – 1:31

Durata totale: 4:24

### Promo EP
1. Come Speak to Me
2. Rainbow – 4:07
3. Heaven Out of Hell – 4:54
4. Dancing – 5:36
5. A Little Over Zero – 5:30

Durata totale: 20:07

## Formazione
- Elisa - voce, pianoforte
- Corrado Rustici - chitarra, tastiera, programmazione
- Martin Terefe - synth
- Benny Rietveld - basso
- Michael Urbano - batteria
- Andreas Olsson - synth